# Ozotoceros bezoarticus uruguayensis
Ozotoceros bezoarticus uruguayensis is een ondersoort van het pampahert (Ozotoceros bezoarticus) die voorkomt in het departement Rocha van Uruguay, grotendeels op een grote runderranch van 2000 ha. Waarschijnlijk kwam hij in het recente verleden ook voor in de departementen Soriano, San José, Florida, Lavalleja en Maldonado. De ondersoort is genoemd naar Uruguay. Waarschijnlijk zijn er nog maar ongeveer 200 levende herten van deze ondersoort.
Deze ondersoort varieert in kleur van lichtbruin tot donker kaneelkleurig. De schedel van deze ondersoort verschilt sterk van die van de andere Uruguayaanse ondersoort, O. b. arerunguaensis.
Pampahert ·
(Ondersoorten: Ozotoceros bezoarticus arerunguaensis ·
Ozotoceros bezoarticus bezoarticus ·
Ozotoceros bezoarticus celer ·
Ozotoceros bezoarticus leucogaster ·
Ozotoceros bezoarticus uruguayensis) ·
Ozotoceros pampaeus†